# Монт (Атлантические Пиренеи)
Монт (фр. Mont) — коммуна во Франции, находится в регионе Аквитания. Департамент — Атлантические Пиренеи. Входит в состав кантона Арти-э-Пеи-де-Субестр. Округ коммуны — По.
Код INSEE коммуны — 64396.

## География

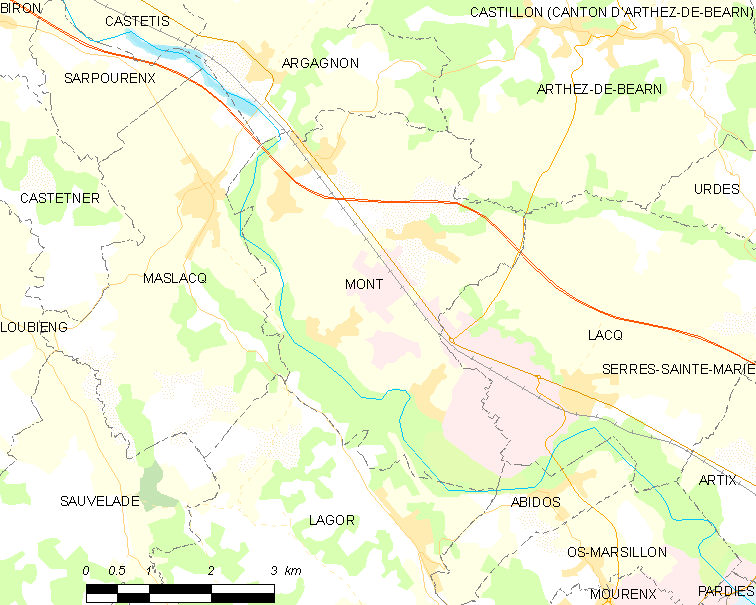
Карта коммуны

Коммуна расположена приблизительно в 650 км к югу от Парижа, в 160 км южнее Бордо, в 28 км к северо-западу от По.
По территории коммуны протекает река Гав-де-По.

### Климат
Климат тёплый океанический. Зима мягкая, средняя температура января — от +5°С до +13°С, температуры ниже −10 °C бывают редко. Снег выпадает около 15 дней в году с ноября по апрель. Максимальная температура летом порядка 20-30 °C, выше 35 °C бывает очень редко. Количество осадков высокое, порядка 1100 мм в год. Характерна безветренная погода, сильные ветры очень редки.

## Население
Население коммуны на 2010 год составляло 1025 человек.
| 1962 | 1968 | 1975 | 1982 | 1990 | 1999 | 2010 |
| ---- | ---- | ---- | ---- | ---- | ---- | ---- |
| 267  | 821  | 729  | 728  | 818  | 838  | 1025 |

## Администрация
| Период | Период | Фамилия      | Партия | Примечания |
| ------ | ------ | ------------ | ------ | ---------- |
| 1995   | 2014   | Пьер Домблид |        |            |
| 2014   | 2020   | Жак Клав     |        |            |

## Экономика
В 2010 году среди 663 человек трудоспособного возраста (15-64 лет) 485 были экономически активными, 178 — неактивными (показатель активности — 73,2 %, в 1999 году было 69,0 %). Из 485 активных жителей работали 455 человек (256 мужчин и 199 женщин), безработных было 30 (10 мужчин и 20 женщин). Среди 178 неактивных 89 человек были учениками или студентами, 35 — пенсионерами, 54 были неактивными по другим причинам.

## Достопримечательности
- Церковь Св. Варфоломея (XIII век)[4]

## Города-побратимы
- Гайзельхёринг (Германия)

## Фотогалерея

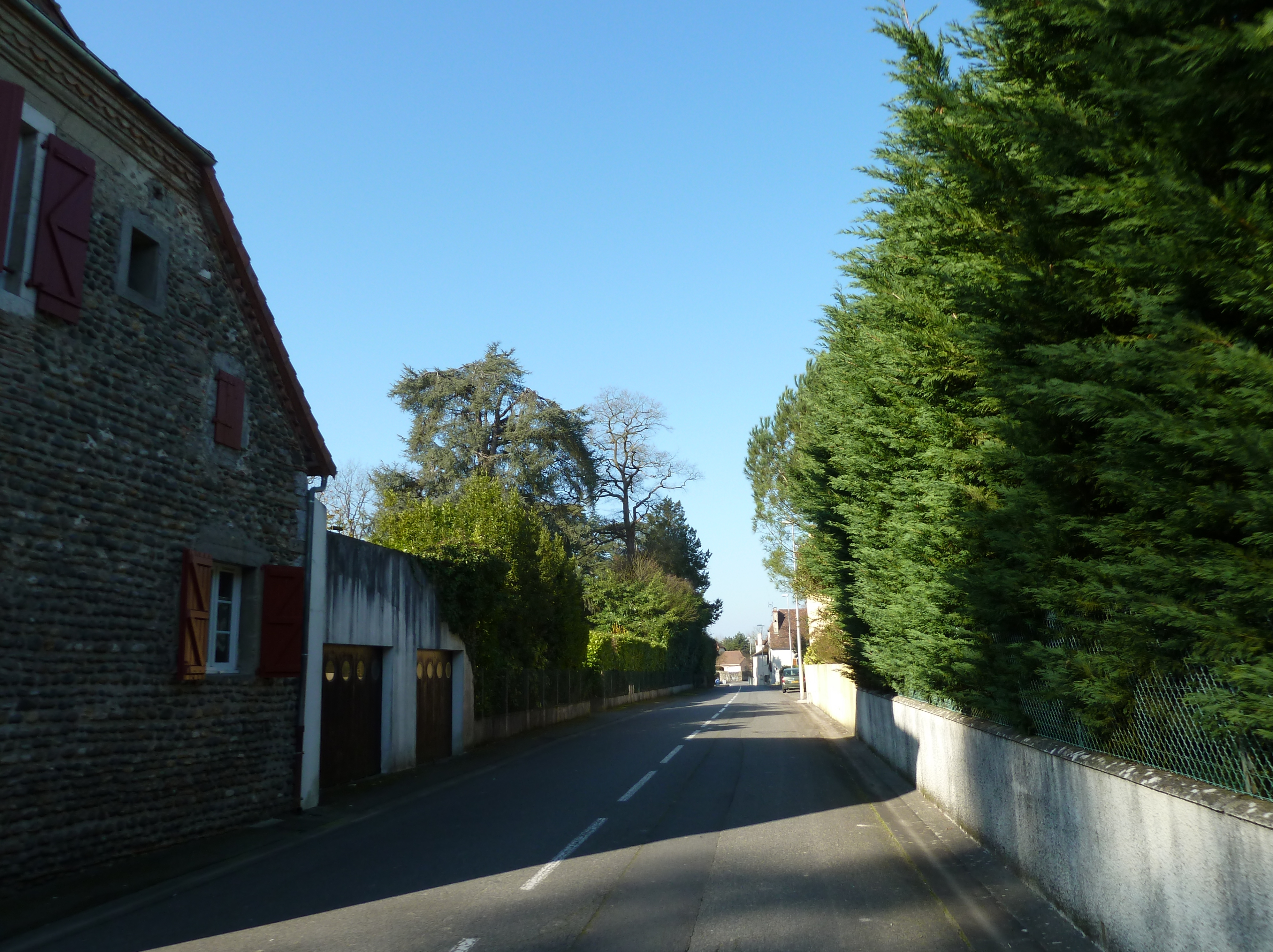
Монт
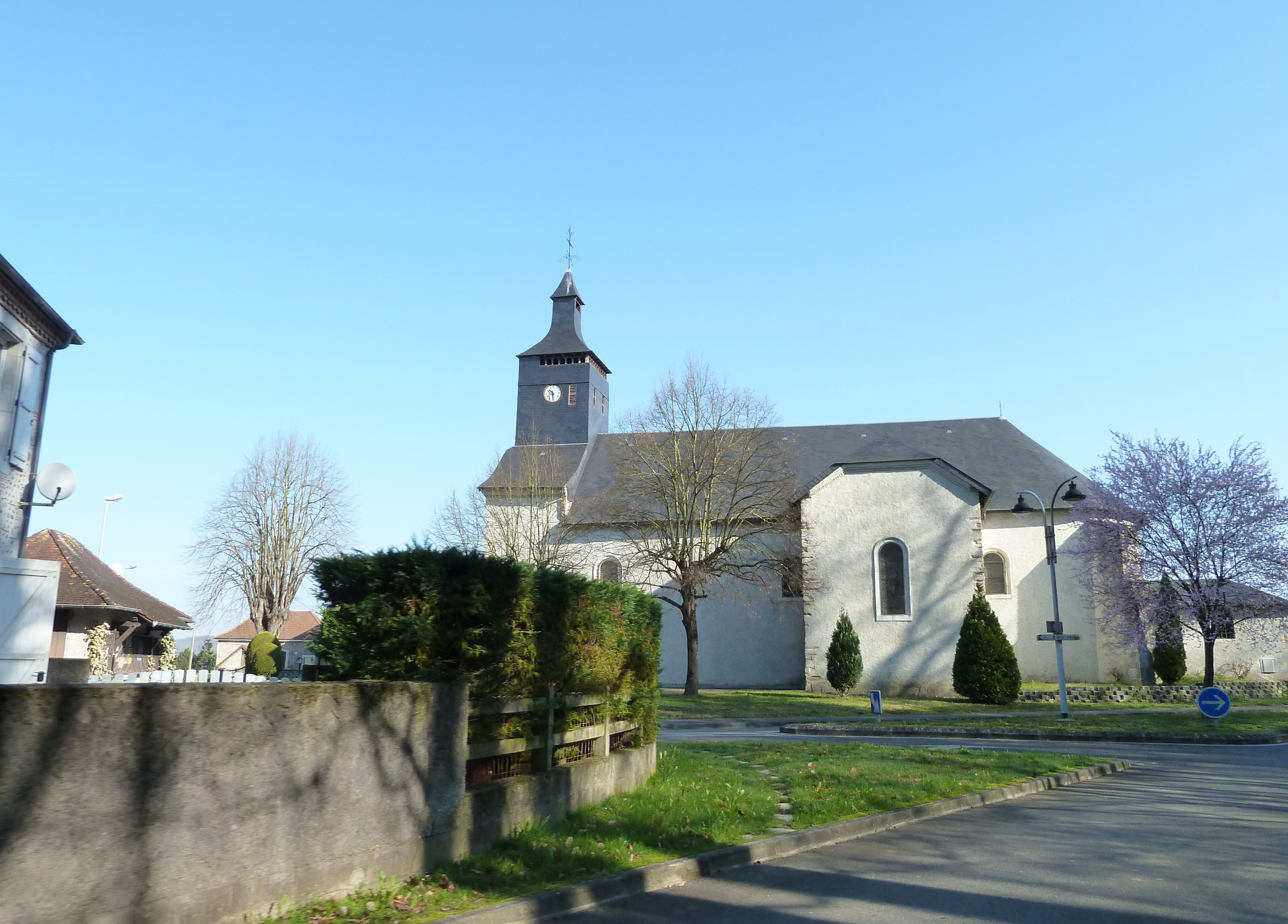
Церковь Св. Варфоломея
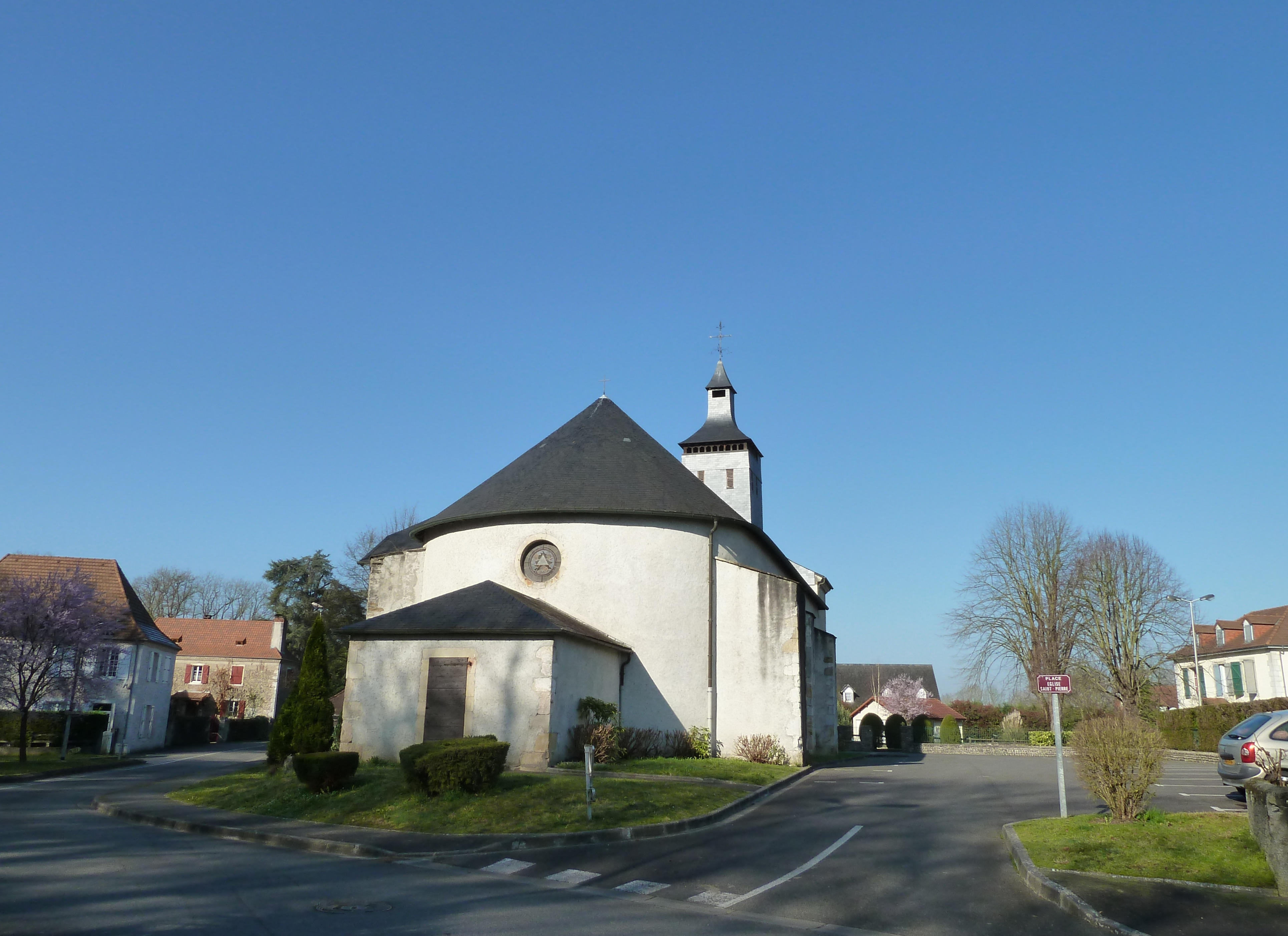
Церковь Св. Варфоломея
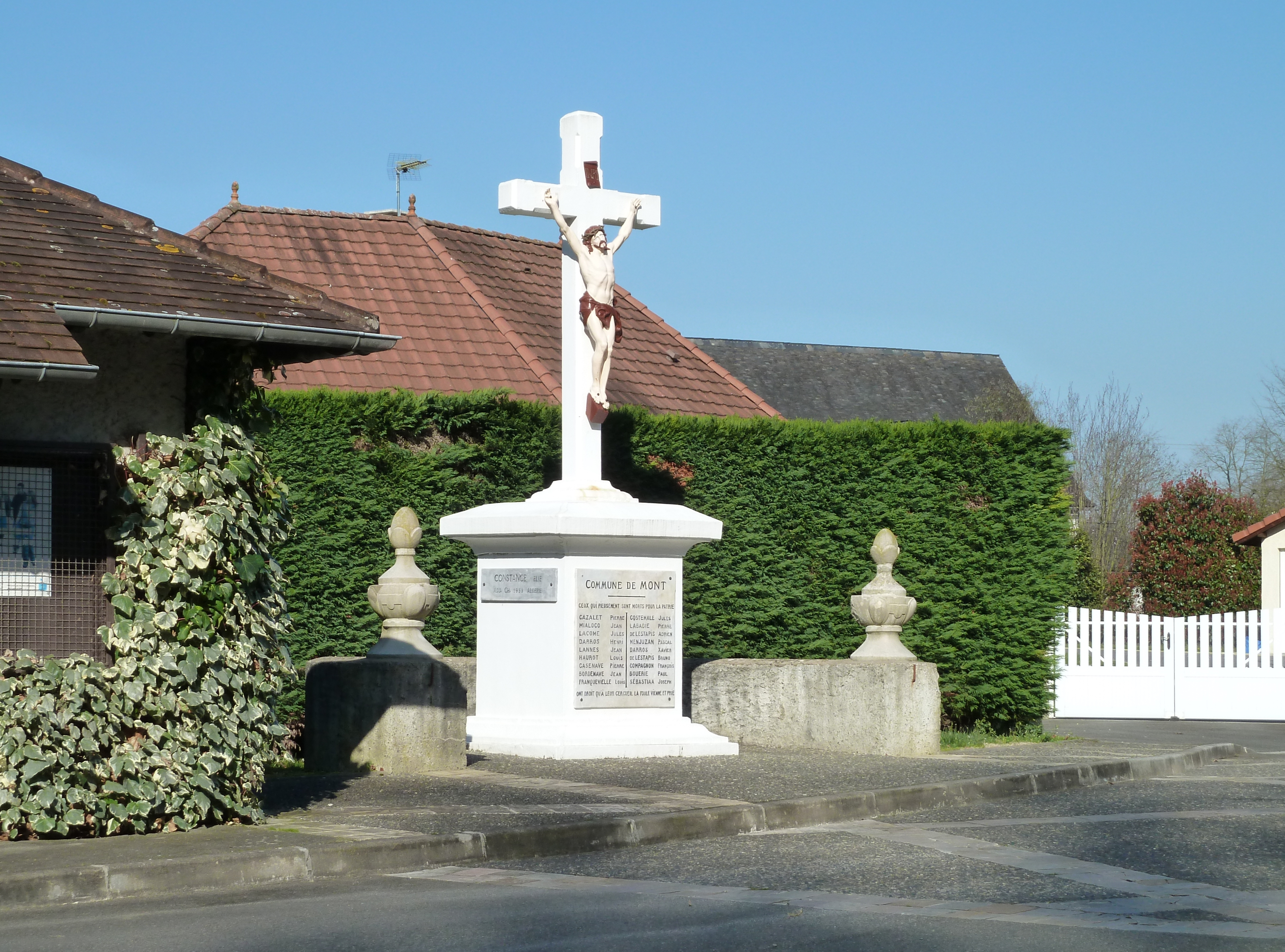
Военный мемориал